# Aull, Rhein-Lahn
Aull là một đô thị thuộc bang huyện Rhein-Lahn, trong bang Rheinland-Pfalz, phía tây nước Đức. Đô thị này có diện tích 2,18 km², dân số thời điểm ngày 31 tháng 12 năm 2006 là 477 người.